# Rodzaj (teoria typów)
Rodzaj – w teorii typów, schemat konstruktora typu. System rodzajów jest najczęściej rachunkiem lambda z typami prostymi, wyposażonym w typ pierwotny, oznaczony jako {\displaystyle *} i nazywany „typem”, który jest rodzajem dowolnego typu danych, który nie wymaga parametryzacji.
Ponieważ operatory typów wyższego rzędu są rzadko spotykane w językach programowania, w większości praktyk programistycznych rodzaje są używane do rozróżnienia typów danych od konstruktorów typów używanych do implementacji polimorfizmu parametrycznego. Rodzaje pojawiają się, jawnie lub niejawnie, w językach, których systemy typów oferują programiście swobodny dostęp do polimorfizmu parametrycznego, przykładowo jak C++,  Haskellu i Scali.  

## Przykłady
- {\displaystyle *}, wymawiane jako „typ”, jest rodzajem wszystkich typów danych. Przykładami typów rodzaju {\displaystyle *} są całkowitoliczbowe typy danych, logiczne typy danych, a w funkcyjnych językach programowania typy monomorficznych funkcji.
- {\displaystyle *\rightarrow *} jest rodzajem jednoargumentowego konstruktora typu, przykładem czego może być lista.
- {\displaystyle *\rightarrow *\rightarrow *} jest rodzajem konstruktora typu o dwóch parametrach (przekazywanych poprzez currying), przykładowo pary lub typu funkcji (nie mylić z wynikiem jego aplikacji, który jest „gotowym” typem funkcji, a więc rodzaju {\displaystyle *} ).
- {\displaystyle (*\rightarrow *)\rightarrow *} jest rodzajem unarnego operatora wyższego rzędu parametryzowanego jednoargumentowymi konstruktorami typów.[3] Przykładem takiego operatora może być tablica mieszająca mapująca liczby na liczby parametryzowana typem kontenera („bucket”) użytego do rozwiązywania kolizji.

## Rodzaje w Haskellu
(Uwaga : dokumentacja Haskella używa tej samej strzałki zarówno dla typów, jak i rodzajów funkcji.)
System rodzajów Haskella 98  obejmuje dokładnie dwa rodzaje:
- {\displaystyle *}, wymawiane "typ" to rodzaj wszystkich typów danych.
- {\displaystyle k_{1}\rightarrow k_{2}} jest rodzajem konstruktora typu, który przyjmuje typ rodzaju {\displaystyle k_{1}} i produkuje rodzaj rodzaju {\displaystyle k_{2}}.

Konstruktor typu przyjmuje jeden lub więcej argumentów by stworzyć końcowy typ danych.  W ten sposób Haskell realizuje typy parametryczne. Przykładowo [] (lista) jest takim konstruktorem typu — by stać się pełnoprawnym typem potrzebuje jednego argumentu określającego typ elementów listy. Z tego powodu [Int] (lista liczb całkowitych), [Float] (lista liczb zmiennoprzecinkowych), a nawet [ [ Int ] ] (lista list liczb całkowitych) są prawidłowymi aplikacjami konstruktora typu []. Stąd można wywnioskować, że [] jest typem rodzaju {\displaystyle *\rightarrow *}. Ponieważ Int ma rodzaj {\displaystyle *}, aplikacja [] do niego daje [Int], rodzaju {\displaystyle *}.

### Rekonstrukcja rodzajów
Standardowy Haskell nie dopuszcza rodzajów polimorficznych, mimo pełnego wsparcia typów polimorficznych. Stąd w poniższym przykładzie:
```
data
 
Tree
 
z
 
=
 
Leaf
 
|
 
Fork
 
(
Tree
 
z
)
 
(
Tree
 
z
)

```

teoretycznie rodzaj parametru z może być dowolny, jednakże Haskell domyślnie zakłada, że parametry konstruktorów danych są opisywane przez typ rodzaju  {\displaystyle *}, chyba że deklaracja wprost wskazuje inaczej (patrz poniżej).  Z tego powodu kompilator odrzuci następujące użycie Tree :
```
type
 
FunnyTree
 
=
 
Tree
 
[]
     
-- błąd

```

Konkretnie rzecz ujmując, rodzaj [], czyli {\displaystyle *\rightarrow *}, nie pasuje do domyślnego rodzaju z, czyli {\displaystyle *} .

Operatory wyższych rzędów są w pełni akceptowane, jeśli tylko spełniają założenia kontroli rodzajów. Przykładowo:
```
data
 
App
 
unt
 
z
 
=
 
Z
 
(
unt
 
z
)

```

ma rodzaj {\displaystyle (*\rightarrow *)\rightarrow *\rightarrow *}. To znaczy, że unt jest jednoargumentowym konstruktorem typu, którego parametr jest zwykłym typem ({\displaystyle *}).

Warto nadmienić, że GHC oferuje rozszerzenie PolyKinds, które wraz z KindSignatures wprowadza rodzaje polimorficzne. Na przykład, następujący kod przechodzi kontrolę typów i rodzajów:
```
data
 
Tree
 
(
z
 
::
 
k
)
 
=
 
Leaf
 
|
 
Fork
 
(
Tree
 
z
)
 
(
Tree
 
z
)

type
 
FunnyTree
 
=
 
Tree
 
[]
     
--  OK

```

Od wersji GHC 8.0.1 typy i rodzaje traktowane jak równoprawne koncepty. 